# Sommariva del Bosco
Sommariva del Bosco (piemontiul: Somariva dël Bòsch) település Olaszországban, Piemont régióban, Cuneo megyében. Lakosainak száma 6292 fő (2023. január 1.). Sommariva del Bosco Baldissero d’Alba, Caramagna Piemonte, Carmagnola, Cavallermaggiore, Racconigi, Sanfrè, Sommariva Perno és Ceresole Alba községekkel határos.

## Népesség
A település lakossága az elmúlt években az alábbi módon változott:
| Lakosok száma | 6304 | 6321 | 6292 |
|               | 2017 | 2018 | 2023 |